# Fantasy Ride
Fantasy Ride je treći studijski album američke pjevačice Ciare, objavljen 3. svibnja 2009. u Ujedinjenom Kraljevstvu u izdanju RCA Recordsa. Album je dva dana kasnije objavljen u SAD-u u izdanju LaFace Recordsa. Kombinacija je žanrova: R&B, hip hop te pop i dance. 

## Uspjeh albuma
Fantasy Ride je debitirao na trećem mjestu na Billboard 200 listi albuma u SAD-u, prodavši se u 81.000 primjeraka u prvom tjednu.[nedostaje izvor]

## Kritički osvrt
Album je uglavnom dobio pozitivne kritike od glazbenih kritičara.